# Prowincja Najświętszego Zbawiciela Zakonu Braci Mniejszych na Słowacji
Prowincja Najświętszego Zbawiciela Zakonu Braci Mniejszych na Słowacji (sł. Provincia Najsvätejšieho Spasiteľa na Slovensku) − słowacka prowincja Zakonu Braci Mniejszych − franciszkanów.
Ministrem prowincjalnym (prowincjałem) jest o. František Xaverský Olbert OFM. Prowincja liczy 74 zakonników, w tym 42 kapłanów.

## Historia
Pierwsza wzmianka o obecności franciszkanów na terytorium obecnej Słowacji znajduje się w dokumencie papieża Grzegorza IX z 1239, dotyczącym trnawskich klarysek. Słowacja należała do Królestwa Węgier, historia ruchu franciszkańskiego na jej terenach ściśle wiązała się więc z historią prowincji węgierskiej. Obecnie istniejąca Prowincja Najświętszego Zbawiciela została utworzona dekretem generała Bernardyna Klümpera z 31 stycznia 1924.

## Klasztory prowincji
Prowincja Najświętszego Zbawiciela posiada swoje domy zakonne w następujących miejscowościach:
- Bratysławie
- Fiľakovie
- Hlohovcu
- Nowych Zamkach
- Preszowie
- Trnawie
- Trzcianie
- Lysá pod Makytou